# Meesiger
Meesiger là một đô thị thuộc huyện Mecklenburgische Seenplatte (trước thuộc Vorpommern-Greifswald (trước thuộc Demmin)), bang Mecklenburg-Vorpommern, Đức. Đô thị Meesiger có diện tích 8,98 km², dân số thời điểm ngày 31 tháng 12 năm 2006 là 305 người.